# Hrabstwo Clay (Wirginia Zachodnia)
Hrabstwo Clay (ang. Clay County) – hrabstwo w stanie Wirginia Zachodnia w Stanach Zjednoczonych. Obszar całkowity hrabstwa obejmuje powierzchnię 343,82 mil² (890,49 km²). Według szacunków United States Census Bureau w roku 2010 miało 9386 mieszkańców.
Hrabstwo powstało w 1858 roku.

## Miasta

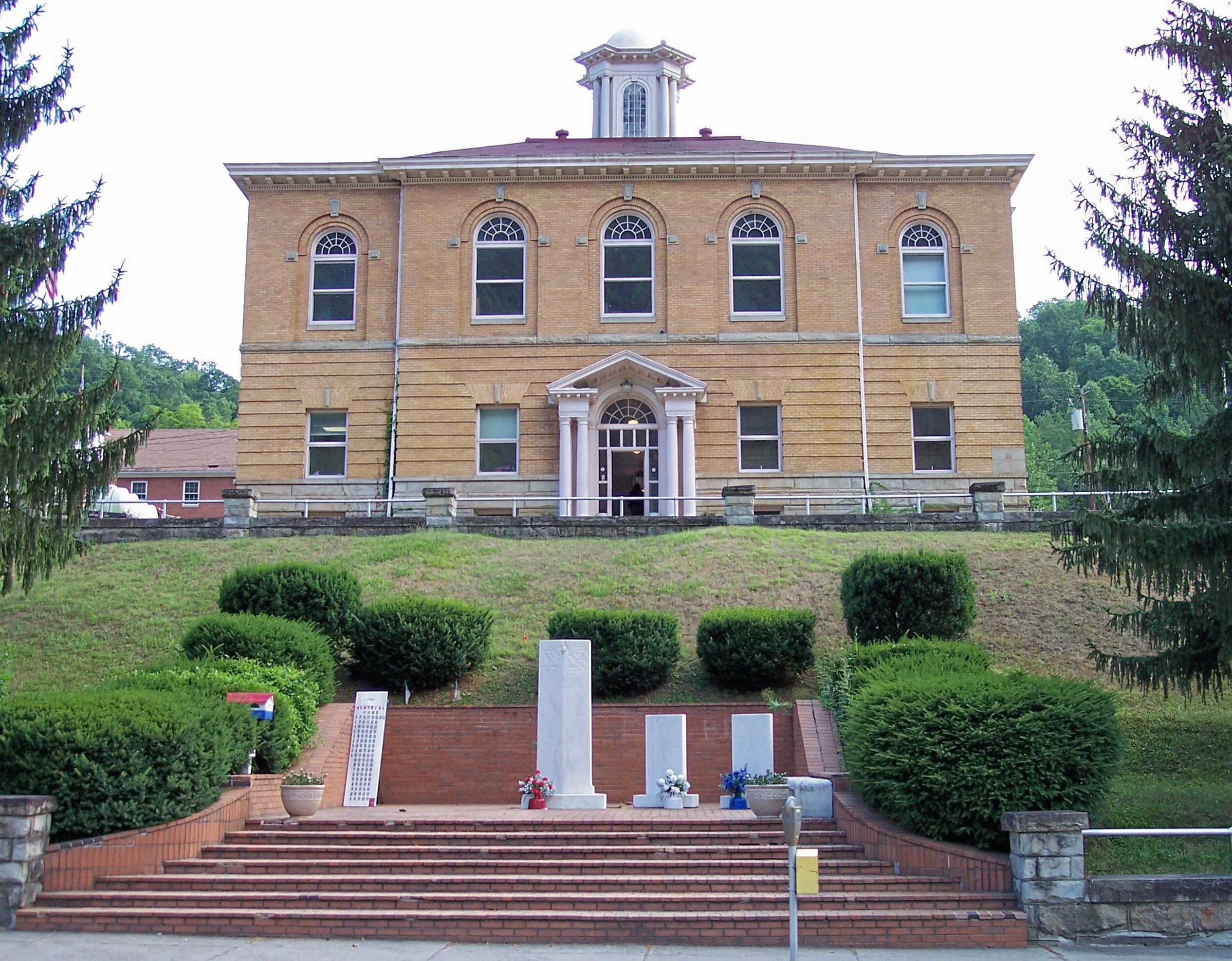
Budynek administracji (courthouse) w Clay

- Clay[4]

| Populacja hrabstwa w poprzednich latach | Populacja hrabstwa w poprzednich latach |
| Rok                                     | Liczba ludności                         |
| --------------------------------------- | --------------------------------------- |
| 1980                                    | 11 221                                  |
| 1990                                    | 9983                                    |
| 2000                                    | 10 330                                  |
| 2010                                    | 9386                                    |